# Yukonite
La yukonite è un minerale.